# Kaos (roi de Mtskheta)
Pour les articles homonymes, voir Kaos.
Kaos (mort en 87) est un roi géorgien de Mtskheta, régnant de 72 à 87 apr. J.-C.

## Règne
Kaos est le fils unique du roi Bartom II de Mtskheta, qui ne règne que sur une seule partie du royaume d'Ibérie, la partie nord. Quand celui-ci meurt, en même temps que son frère Qartam, Kaos lui succède. Selon la Chronique géorgienne, il est avec son cousin Pharasman, roi d'Armaz, vassal du roi d'Arménie Erovand II. On ne sait rien d'autre sur lui.

## Famille
Il a eu un fils unique de son épouse inconnue :
- Armazel, roi de Mtskheta.